# Leon Bell Bell
Leon Bell Bell (* 6. September 1996 in Hanau) ist ein deutsch-kamerunischer Fußballspieler.

## Karriere
Nach seinen Anfängen in der Jugend der FT Oberrad, der SG Rosenhöhe Offenbach, von Eintracht Frankfurt und des SV Darmstadt 98 wechselte er im Sommer 2011 in die Jugendabteilung des 1. FC Kaiserslautern. Dort kam er zu seinen ersten Einsätzen im Seniorenbereich in der viertklassigen Regionalliga Südwest in der zweiten Mannschaft. Nach zwei Spielzeiten wechselte er ligaintern zum FSV Frankfurt. Eine Saison später folgte sein Wechsel zur in derselben Liga spielenden zweiten Mannschaft von Mainz 05.
Im Sommer 2019 wechselte er zum Drittligisten 1. FC Magdeburg. Dort kam er zu seinem ersten Einsatz im Profibereich, als er am 25. Oktober 2019, dem 13. Spieltag, beim 1:1 im Auswärtsspiel gegen den FC Viktoria Köln in der Startformation stand.
2024 wechselte er vom 1. FC Magdeburg zum Zweitligisten Eintracht Braunschweig.

## Erfolge
- Meister der 3. Liga und Aufstieg in die 2. Bundesliga: 2022